# Козыренко, Юрий Сергеевич
Юрий Сергеевич Козыренко (укр. Юрій Сергійович Козиренко; род. 27 ноября 1999, Костополь, Ровненская область) — украинский футболист, полузащитник клуба ЮКСА.

## Карьера

### «Ворскла»

#### Начало карьеры
Воспитанник футбольной академии костопольского клуба «КОЛИСП-Штурм». В 2014 году футболист перешёл в академию киевского «Динамо», где продолжил выступать на юношеском уровне. В 2016 году футболист стал выступать за юношескую команду киевского клуба в возрастной категории до 19 лет. В конце августа 2018 года футболист был исключён из заявки киевского клуба на сезон. В августе 2018 года футболист перешёл в «Ворсклу». Весь сезон футболист провёл за молодёжную команду клуба. Дебютный матч за основную команду клуба футболист сыграл 24 августа 2019 года против ковалёвского «Колоса», выйдя на замену на 87 минуте. Дебютный гол за клуб футболист забил 30 октября 2019 года в матче Кубка Украины против ковалёвского «Колоса». По итогу сезона футболист вместе с клубом завершил чемпионат на итоговом десятом месте, также став серебряным призёром Кубка Украины.

#### Аренда в «Горняк-Спорт»
В сентябре 2020 года футболист на правах арендного соглашения присоединился к клубу «Горняк-Спорт» до коцна сезона. Дебютировал за клуб футболист 30 сентября 2020 года в матче Кубка Украины против клуба «Днепр-1», выйдя на замену на 27 минуте. Первый матч в чемпионате футболист сыграл 6 октября 2020 года в против тернопольской «Нивы», выйдя на замену на 90 минуте. Дебютными забитыми голами за клуб футболист отличился 26 октября 2020 года в матче против харьковского клуба «Металлист 1925», оформив хет-трик. На протяжении первой половины сезона футболист выступал за клуб в роли одного из основных игроков клуба, чередуя матчи в стартовом составе и со скамейки запасных. В конце 2020 года футболист покинул клуб.

#### Аренда в «Ислочь»
В феврале 2021 года футболист на правах арендного соглашения присоединился к белорусской «Ислочи» до конца сезона. Дебютировал за клуб футболист 6 марта 2021 года в четвертьфинальном матче Кубка Белоруссии против столичного «Минска», выйдя на поле в стартовом составе. Первый матч в чемпионате футболист сыграл 12 марта 2021 года против мозырской «Славии», выйдя на поле в стартовом составе. Первым результативным действием за клуб футболист отличился 16 апреля 2021 года в матче против речицкого «Спутника», отдав голевую передачу. Вместе с клубом футболист стал серебряным призёром Кубка Белоруссии, где в финале 23 мая 2021 года уступили борисовскому БАТЭ. Дебютными забитым голом за клуб футболист отличился 23 июня 2021 года в матче Кубка Белоруссии против гомельского «Локомотива». Первыми голами за клуб в чемпионате футболист отличился 2 октября 2021 года в матче против «Витебска», оформив дубль и отдав голевую передачу. На протяжении сезона футболист выступал за клуб в роли одного из ключевых игроков, отличившись 3 забитыми голами и 5 результативными передачами во всех турнирах, завершив чемпионат на десятом месте.
В феврале 2022 года белорусская «Ислочь» продлила арендное соглашение с футболистом ещё на сезон. Также футболист перед началом сезона был назначен капитаном клуба. Новый сезон футболист начал с матча 19 марта 2022 года против «Слуцка», выйдя на поле в стартовом составе. Первым результативным действие за клуб в сезоне футболист отличился 23 апреля 2022 года в матче против столичного «Энергетика-БГУ», отдав голевую передачу. Первым своим голом в сезоне футболист отличился 2 июля 2022 года в матче против минского «Динамо». Также для футболиста это оказался прощальный матч в составе белорусского клуба, так как тот был отозван из аренды назад в украинскую «Ворсклу». На протяжении первой половины сезона футболист продолжал выступать в составе белорусского клуба в роли одного из ключевых игроков, успев отличится за этот период забитым голом и результативной передачей.

#### Возвращение в «Ворсклу»
В начале июля 2022 года футболист прибыл в распоряжения «Ворсклы». В середине июля 2022 года футболист вместе с клубом отправился на квалификационные матчи Лиги конференций УЕФА. Первый матч в рамках еврокубкового турнира футболист сыграл 21 июля 2022 года против шведского клуба АИК, выйдя на поле в стартовом составе, также отличившись голевой передачей и забитым голом. По итогу ответной встречи 27 июля 2022 года шведский АИК оказался сильнее и прошёл в следующий квалификационный раунд. Первый матч в чемпионате футболист сыграл 23 августа 2022 года против луганской «Зари», выйдя на замену на 68 минуте. Однако закрепиться в основной команде полтавского клуба у футболист не вышло, всю первую половину сезона проведя преимущественно на скамейке запасных. В начале 2023 года футболист покинул клуб.

### «Ингулец»
В феврале 2023 года находился в распоряжении на сборах клуба "«Ингулец», с которым по сообщениям источников близок к заключению контракта. В скором времени футболист официально присоединился к клубу, подписав контракт до конца июня 2025 года. Дебютировал за клуб футболист 4 марта 2023 года в матче против киевского «Динамо», выйдя на замену на 75 минуте. Первым результативным действием за клуб футболист отличился 19 марта 2023 года в матче против одесского «Черноморца», отдав голевую передачу. По итогу сезона футболист вместе с клубом завершил чемпионат в зоне переходных матчей за сохранение прописки. По итогу переходных матчей футболист вместе с клубом уступил черкасскому клубу ЛНЗ, вылетев по итогу в Первую лигу. На протяжении сезона футболист выступал за клуб в роли одного из основных игроков, отличившись 2 результативными передачами.
Новый сезон футболист начал с матча 29 июля 2023 года против «Полтавы», выйдя на поле в стартовом составе, также отличившись дебютным забитым голом и результативной передачей.

## Международная карьера
Выступал в юношеских сборных Украины 17, 18, 19 и 20 лет в период с 2016 по 2019 года.

## Достижения
«Ворскла»
- Финалист Кубка Украины: 2019/20

«Ислочь»
- Финалист Кубка Белоруссии: 2020/21

«Ингулец»
- Победитель Первой лиги Украины: 2023/24